# Jon Wysocki
Jon Wysocki (ur. 17 stycznia 1971 w Northampton, zm. 18 maja 2024) – amerykański muzyk, perkusista nurtu alternative metal, były członek zespołu Staind.
Jon był żonaty. Używał instrumentów marki Orange County Percussion Drums i Zildjian.